# Lagoa de Araruama

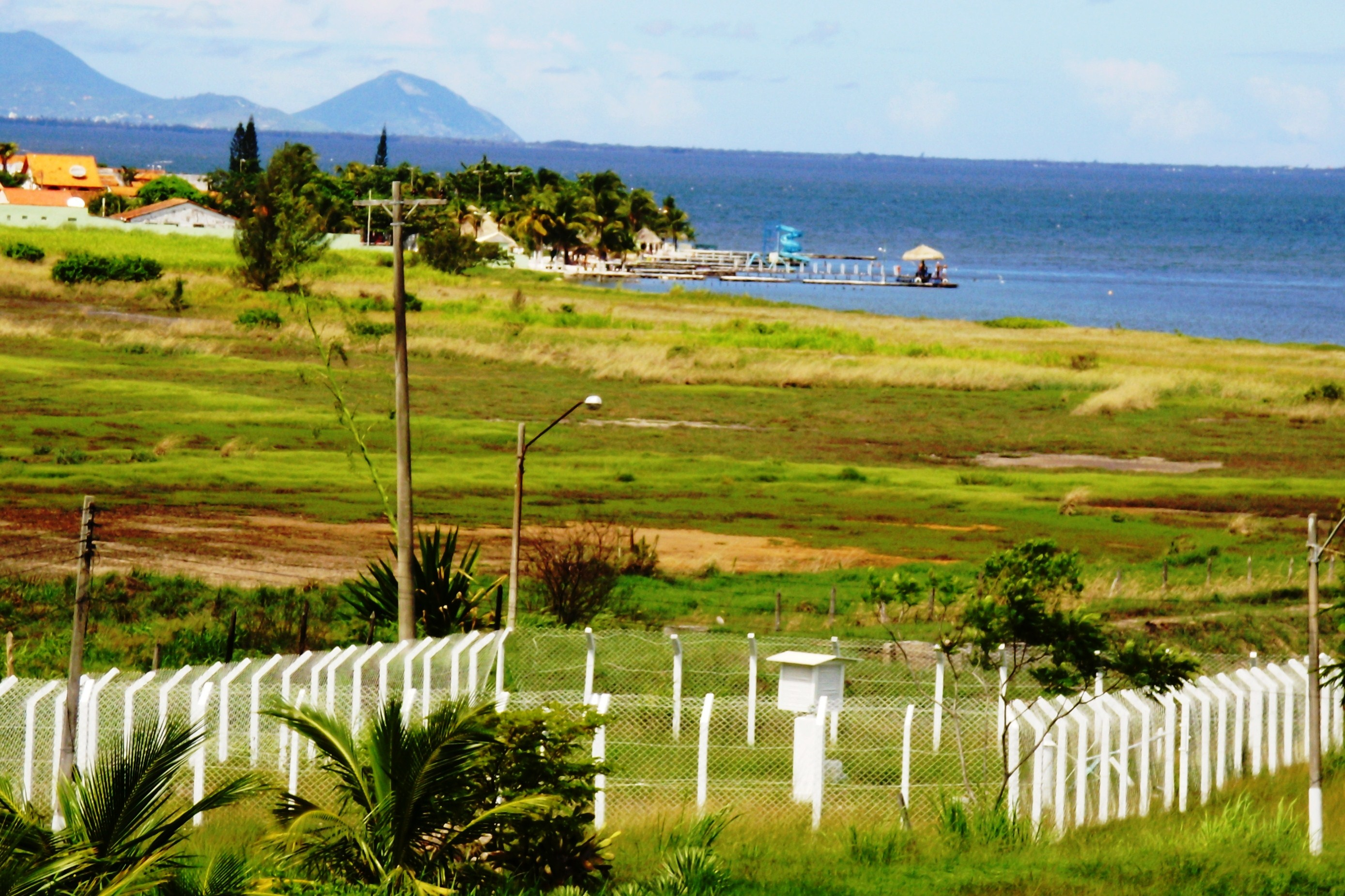
Lagoa de Araruama na região de Iguaba Grande

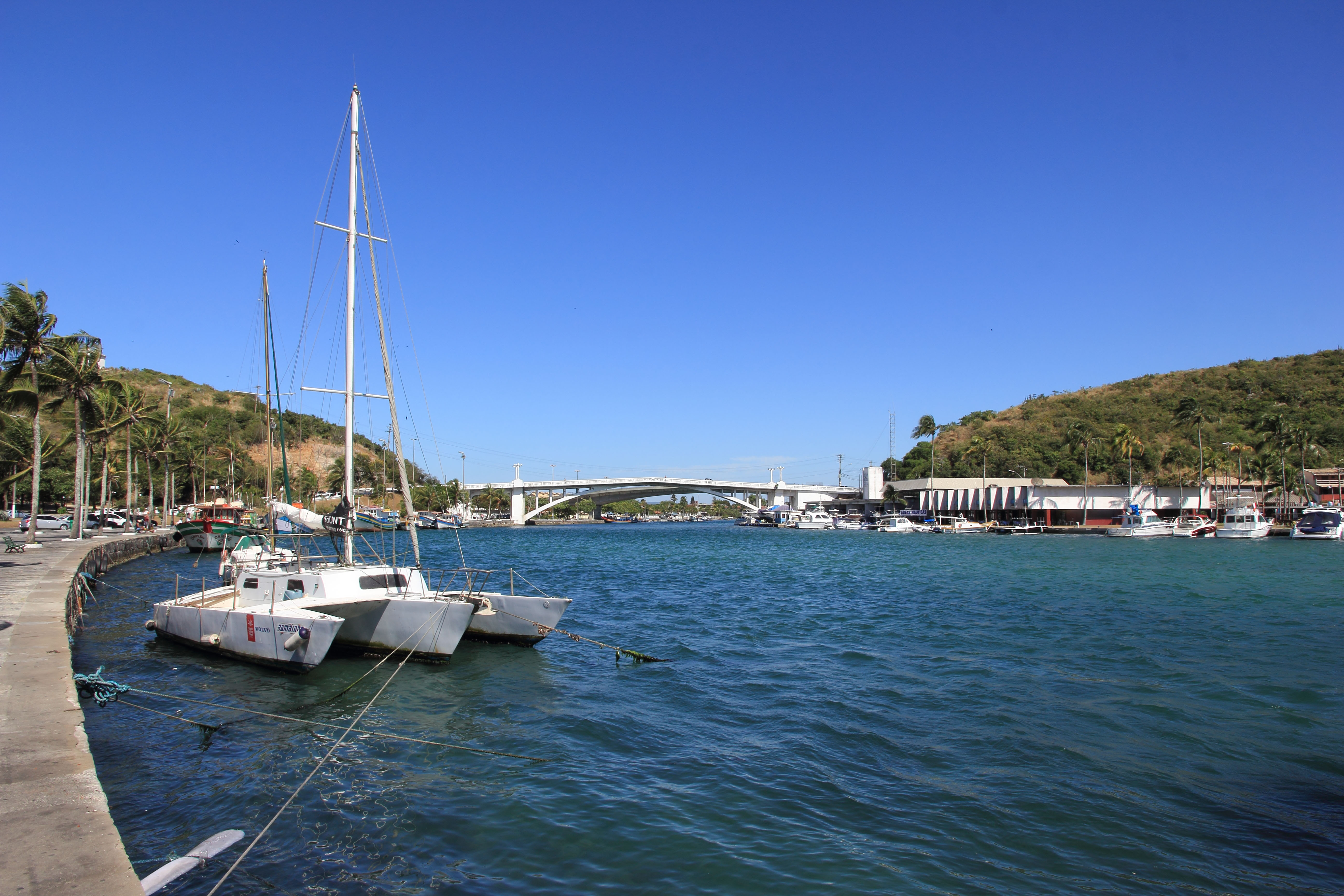
Canal do Itajuru, o elo de ligação entre a Laguna e o Oceano Atlântico

A Lagoa de Araruama (tupi: Arara'y'u-aba, «lugar de as araras beberem água»)? é um corpo d'água localizado no estado do Rio de Janeiro, na Região dos Lagos. Estende-se pelos municípios de Saquarema, Araruama, Iguaba Grande, São Pedro da Aldeia, Cabo Frio e Arraial do Cabo.
É a maior massa de água hipersalina em estado permanente no mundo, superando outros corpos d'água hipersalinos de destaque como o Grande Lago Salgado (Estados Unidos), Lago Coorong (Austrália), Lago Enriquillo (República Dominicana) e a Lagoa Ojo de Liebre (México). 
A laguna está a 120 km da cidade do Rio de Janeiro, a partir da qual o acesso à laguna pode ser feito pela Rodovia Mário Covas (BR-101), até Rio Bonito, e a partir daí pela Via Lagos (RJ-124). Outra via de acesso é a Rodovia Amaral Peixoto (RJ-106), estrada litorânea que tem início em Niterói, como também pela Estrada de Praia Seca (RJ-102), na altura de Saquarema.

## Características
A laguna tem idade estimada entre 5 e 7 mil anos. Sua superfície tem 220 km² com um volume de água de 636 milhões de m³. A conexão da laguna com o Oceano Atlântico é feita apenas pelo Canal do Itajuru, em Cabo Frio. Além desse canal, apenas dois rios permanentes contribuem para a formação da laguna: o Rio das Moças e o Rio Mataruna, ambos em Araruama (outros quatro rios menores também desaguam na laguna). A pluviosidade média anual na laguna está entre 750 e 900mm e é menor que a evaporação média anual (entre 890 e 1.370mm). Ou seja, a quantidade de água que evapora da laguna é maior que a quantidade de água das chuvas que ela recebe. Todas essas características se combinam em uma laguna de águas salgadas cujo volume de água permanece constante a maior parte do tempo. Sua salinidade média está em torno de 52%, o que corresponde a uma vez e meia a do oceano (por isso se diz que a laguna tem água salgada e não água salobra, cuja salinidade está abaixo da água do mar).
A laguna tem 160 km de orla e comprimento máximo de 37 km, sem o Canal do Itajuru, e 39,7 km, com o canal. Sua largura máxima é de 13 km, entre a Praia de São Pedro (São Pedro da Aldeia) e a área urbana de Monte Alto (Arraial do Cabo). Sua profundidade média varia de 2m a 3m, mas há locais onde atinge até 19m. A renovação das águas da laguna é considerada lenta: a cada 84 dias são trocados 50% de seu volume. Os 160 km de orla se distribuem da seguinte forma: Arraial do Cabo (48,3 km), São Pedro da Aldeia (39,4), Araruama (38,6), Cabo Frio (23), Iguaba Grande (7,5) e Saquarema (3).

## Praias, ilhas, pontas, penínsulas, esporões e falésias
As pontas, esporões e penínsulas são os acidentes e formações mais característicos da Laguna de Araruama. A ação de ventos e correntes circulares direcionam esporões e pontas para oeste, criando uma sucessão de trechos de terra estreitos que se projetam para o interior da laguna na maior parte de seu entorno, alguns alcançando mais de 6 km de extensão. São essas pontas, esporões e penínsulas que fazem da Laguna de Araruama uma das melhores raias no mundo para esportes náuticos, como o windsurf e o kitesurf. São 28 pontas e seis esporões. A Ponta das Acaíras (Arraial do Cabo), também conhecida como Arubinha, com 5 km de extensão, é um esporão e é considerado um dos locais mais belos de toda a laguna. Além deste, destacam-se a península de São Pedro da Aldeia (6,5 km de extensão) e as penínsulas do Areal-Hospício (2,5 km) e da Pontinha (1,5 km), ambas em Araruama.
As falésias da Laguna de Araruama estão na foz do Rio das Moças, nas pontas do Antunes, Bananeiras, Andorinhas, Bico Preto e d’Água e na costa entre as pontas da Farinha e do Cândido.
A laguna tem cerca de 57 praias. As mais extensas são a Praia do Sudoeste (Cabo Frio), a Praia do Rebolo e a Praia do Monte Alto (ambas em Arraial do Cabo). Há quatro praias que se estendem por mais de um município: a Praia do Pneu faz parte de Araruama e Arraial do Cabo, a Praia do Sol e a Praia das Carapebas se espalham entre Iguaba Grande e São Pedro da Aldeia e a Praia do Sudoeste vai de Arraial do Cabo à Cabo Frio. Três praias diferentes receberam o nome de Linda e duas se chamam Sudoeste. Araruama é a cidade com o maior número de praias (21) e a única cujas praias e território se espalham pelas margens sul e norte da laguna (veja a lista de praias de Araruama), seguida de São Pedro da Aldeia (19), Cabo Frio (sete), Arraial do Cabo e Iguaba Grande (cinco praias cada uma) e Saquarema (uma praia). O Instituto Estadual do Ambiente (Inea) monitora cerca de metade das praias da Laguna de Araruama em cinco municípios e publica frequentemente "boletins de balneabilidade". 12 praias são monitoradas em Araruama, oito em São Pedro da Aldeia, três em Cabo Frio e duas em Arraial do Cabo. Em Iguaba Grande, o Inea lista cinco pontos de coleta de água da laguna na orla da cidade (sem identificar praias). Não há pontos de coleta na orla da Laguna de Araruama em Saquarema.
A laguna tem cerca de 10 ilhas fluviomarinhas, sendo duas artificiais, todas de tamanho reduzido: Ilha de Santa Rita (Iguaba Grande); Ilha Cândido Marques ou Caboclo Paulão, Ilha Chico Marques, Ilha do Bajuru, Ilha das Pombas, Ilha Palmer e Ilha da Salina Conceição (artificial), todas em São Pedro da Aldeia; e Ilha do Anjo ou da Estacada (artificial), Ilha da Draga e Ilha do Japonês, todas em Cabo Frio.
Segundo Bidegain e Bizerril (2002), a Laguna de Araruama pode ter praias e ilhas que ainda não foram devidamente identificadas.

## Peixes, camarões e aves
Entre os usos mais frequentes da laguna e de suas margens estão: a pesca artesanal de linha e rede para captura de peixes e camarões; coleta de invertebrados (mariscos e caranguejos) em manguezais; extração de conchas através de dragagens; extração de sal; turismo (passeios de barco, marinas, bares e hotéis na orla); recreação, esporte e lazer (banhos, esportes náuticos, pesca amadora); navegação (transporte de passageiros por pequenas embarcações); e medicinal (uso de lama).
A Laguna de Araruama é um importante criadouro do camarão-rosa (Penaeus brasiliensis e Penaeus paulensis). Camarões-rosa desovam no mar e têm suas larvas trazidas pelas marés para a laguna pelo Canal do Itajuru. Os camarões pequenos se concentram na Enseada do Maracanã (São Pedro da Aldeia) e voltam ao oceano com poucos meses de vida para iniciar sua reprodução. Os peixes da Laguna de Araruama têm sido estudados e já foram identificadas cerca de 39 espécies. Os destaques são a carapeba, a perumbeba e a tainha. A carapeba (Eugerres brasilianus), também conhecida como caratinga, tem o corpo atravessado por estrias longitudinais escuras, atinge até 40 cm de comprimento e até 1,5 kg de peso. A perumbeba (Pogonias cromis), ou piraúna, é dos peixes que alcança o maior tamanho entre os encontrados na laguna podendo alcançar até 15 kg. A tainha (Mugil liza) pode atingir até 1 metro de comprimento, sendo o tamanho médio de 40 cm. Formam pequenos e grandes cardumes que nadam perto da superfície. Muitas vezes são vistas dando saltos fora d’água. São migradores e se reproduzem no mar.
Para a preservação e sustentabilidade da vida marinha, desde 2013 a Laguna de Araruama entra em período de defeso anual, de 1o. de agosto a 31 de outubro.
Entre as aves da Laguna de Araruama estão o gaivotão (Larus dominicanus), a garça pequena (Casmerodius albus) e a garça grande (Egretta thula), seguidas, no entorno, pelo biguá (Phalacrocorax olivaceus) e jaçanã (Jacana jacana). Pesquisadores também destacam o fato de que a laguna serve como rota migratória para mais de 40 tipos de aves originárias de várias partes do mundo.

## Extração de sal e de conchas

Salinas na Lagoa de Araruama no ano de 1970.

De acordo com o geógrafo Alberto Lamego em sua obra clássica "O Homem e a Restinga", a hipersalinidade da Laguna de Araruama se deve às características excepcionais do Canal do Itajuru, considerado um "milagre geológico", que deu origem à indústria do sal na Região dos Lagos. Por várias décadas entre meados do século XIX (1870) e meados do século XX (1960), a Laguna Araruama foi a maior fonte para a extração de sal no Brasil, além de importante fonte de conchas, utilizadas na produção de calcário, cal, soda cáustica e, principalmente, barrilha que, por sua vez, são insumos na produção de vidros, material de limpeza e higiene, papel e produtos químicos derivados. A importância da produção salineira e de calcário foi o motor de inovações tecnológicas e levou a criação de grandes empresas privadas e estatais no entorno da laguna, como a Companhia Salinas Perynas, a Refinaria Nacional do Sal (RNS) e Companhia Nacional de Álcalis (CNA). As duas primeiras produziam sal por combustão, em instalações a vácuo, a partir da salmoura previamente concentrada em tanques repletos de águas da laguna. A CNA produzia a barrilha, da qual o Brasil dependia para atender a indústria nacional de transformação. A partir da década de 1960, a competição com outros centros produtores de sal e calcário no Brasil, especialmente no Rio Grande do Norte, levou ao declínio das indústrias do sal e do alcális, simbolizado principalmente pela privatização e fechamento da Companhia Nacional de Álcalis em 2006.
A atividade salineira marcou de forma indelével a economia, o meio ambiente e a cultura da Região dos Lagos. Durante sua expansão, essa atividade foi responsável pela diminuição do espelho d'água da Laguna de Araruama. Ainda hoje, o entorno da laguna é marcado pela salina, como uma espécie de identidade visual própria. A cultura dos tapetes de sal criados durante feriados religiosos foi consequência da abundância do sal na região. De acordo com Lamego, o sal era chamado de "o outro ouro branco", em referência às usinas de açúcar que predominavam na região de Campos dos Goytacazes, no Norte Fluminense. Por conta da importância da produção de sal na Laguna de Araruama, o primeiro Museu do Sal do Brasil foi construído em São Pedro da Aldeia. O o Museu Regional do Sal Manoel Maria de Mattos foi inaugurado em 30 de maio de 2023.

## Bacia hidrográfica
A bacia hidrográfica da laguna Araruama, que forma o maior ecossistema lagunar hipersalino em estado permanente no mundo, alcança 404 km², dos quais, aproximadamente, 60 km² são de salinas e 6 km correspondem às lagoas situadas em sua periferia. Incluem-se nesta superfície as áreas das restingas de Massambaba e Cabo Frio. Além dos seis municípios banhados pela laguna, sua bacia hidrográfica inclui o município de Rio Bonito. O município que mais detém terras situadas na bacia é Araruama, ocupando 35,5% da mesma, seguido de Saquarema com 21%. O Consórcio Ambiental Lagos São João, formado para tratar dos problemas ambientais das bacias hidrográficas das lagoas de Jaconé e Saquarema; da Laguna Araruama; dos rios Una, São João e das Ostras e zona costeira adjacente, é formado por doze prefeituras, além de empresários e ONGs.

## Combate à poluição
Os principais problemas ambientais da laguna são o lançamento de esgoto e lixo, a ocupação indevida das margens e a realização de dragagens desordenadas para retirada de conchas, dentre outros. Em fins de dezembro de 2016, órgãos de imprensa noticiaram a melhora na qualidade das águas da Laguna Araruama devido à dragagem do   boqueirão de São Pedro da Aldeia (um processo que levou cerca de dez anos), auxiliado pelas marés fortes. No entanto, não houve mudança no tratamento do esgoto lançado na laguna. Várias organizações da sociedade civil têm atuado para combater a poluição e preservar o patrimônio ambiental representado pela Laguna Araruama, como a ONG Viva Lagoa, o Movimento Salve a Lagoa, a Comissão da Lagoa de Araruama (Clara) e o Projeto NEA-BC.

## Galeria
- Ressaca provocada pelo vento sudoeste na praia do Sudoeste, São Pedro da Aldeia
- Laguna de Araruama no verão
- Área próxima à ponta de Roberto Marinho, na praia do Sudoeste, São Pedro da Aldeia
- Laguna de Araruama
- Pôr do Sol na Laguna
- Vista da Orla
- Kitesurf na Laguna, na altura de Figueira, Arraial do Cabo

## [1]Bibliografia
- ALCOFORADO, Pedro Guedes (1950). O Tupi na Geografia Fluminense. Niterói: [s.n.]
- ARTÁCOZ, Fabián (1950). Lagoa de Araruama: Desafios Políticos e Conflitos Ambientais. Araruama: Aspergillus
- BIDEGAIN, Paulo; BIDEGAIN, Carlos (2002). Lagoa de Araruama - Perfil Ambiental do Maior Ecossistema Lagunar Hipersalino do Mundo. [S.l.]: Semads
- LAMEGO, Alberto Ribeiro (1946). O Homem e a Restinga. Rio de Janeiro: [s.n.]
- MARQUES, Trindade Antonio Angelo; PIMENTA, Eduardo (2016). Aves da Laguna Araruama - Inventário Fotográfico da Avifauna da Laguna Araruama. [S.l.]: Prolagos
- PEREIRA, Walter Luiz Carneiro de Mattos (2010). «História e Região: Inovação e Industrialização na Economia Salineira Fluminense». Ponta Grossa. Revista de História Regional: 184-210
- SAAD, Adriana Miguel (2003). Composição, distribuição espacial, dinâmica de populações de peixes e estatística pesqueira na lagoa hipersalina de Araruama, RJ (Tese de Doutorado). Universidade Federal de São Carlos
- Saad, A.M. e Coutinho, R. Composição e Distribuição da População de Peixes da Lagoa de Araruama. Dados preliminares. In: Congresso Latino Americano de Ciências do Mar. Mar del Plata, Argentina. 23 a 27 de Outubro de 1995.

## Ligações Externas
- «Prefeitura de Saquarema»
- «Prefeitura de Araruama»
- «Prefeitura de Iguaba Grande»
- «Prefeitura de São Pedro da Aldeia»
- «Prefeitura de Cabo Frio»
- «Prefeitura de Arraial do Cabo»
- «Consórcio Intermunicipal Lagos São João»

1. ↑  Aquino, Thamyris (30 de maio de 2023). «Museu Regional do Sal é aberto para visitação em São Pedro da Aldeia». Prefeitura de São Pedro da Aldeia. Consultado em 21 de março de 2024